# I Sufi
 I Sufi è uscito in italiano nel 1990 per le Edizioni Mediterranee. È uno dei libri più noti sul Sufismo dello scrittore Idries Shah.
Pubblicato per la prima volta nel 1964 con un’introduzione di Robert Graves, presentò le idee sufi all’Occidente in una forma accettabile per i non specialisti in un periodo in cui lo studio del sufismo era diventato in gran parte un campo riservato esclusivamente agli orientalisti.
Poco prima di morire, Shah ha dichiarato che i suoi libri formano un corso completo che dopo la sua morte avrebbe potuto adempiere alla funzione che aveva svolto lui stesso mentre era in vita. Pertanto,  I Sufi  può essere letto come parte di un intero corso di studi.

## Sommario
Evitando un approccio puramente accademico, Shah ha presentato una panoramica dei concetti sufi e le biografie condensate di alcuni tra i sufi più importanti della storia, tra cui Gialal al-Din Rumi e Ibn al-Arabi, offrendo allo stesso tempo al lettore materiale didattico sufi, come racconti tradizionali o le storielle del corpus di Nasreddin. Il libro ha anche fornito dettagli sulla presenza, precedentemente insospettata, di influenze Sufi nella cultura occidentale. Secondo Shah, i Massoni, Cervantes, i Cavalieri medievali, l’Alchimia e San Francesco d'Assisi, tra gli altri, erano tutti influenzati direttamente o indirettamente dai Sufi e dalle idee sufi, spesso come risultato del contatto tra Oriente e Occidente nel Medioevo in luoghi come la Spagna o la Sicilia.
Nella prefazione Idries Shah afferma tra le altre cose: “… lo studio accademico del Sufismo che non diventi almeno in parte un ‘sufismo operante’ è un sufismo senza il suo fattore essenziale” (…)“Per scopi illustrativi in questo libro viene messa in evidenza la diffusione del Sufismo durante una certa fase, dal VII sec. alla nostra era". Tuttavia “il sufismo si occupa di sviluppare una linea di comunicazione con la conoscenza fondamentale, non di combinare singoli fatti, per quanto storicamente seducenti, né di teorizzare in alcun modo”(…) “Il sufismo viene conosciuto tramite sé stesso”.

## Accoglienza
Quando apparve il libro ebbe un grande impatto su molti artisti e pensatori quali il premio Nobel Doris Lessing, il poeta Ted Hughes e lo scrittore Geoffrey Grigson.
Lessing lo descrive come "la migliore introduzione al corpus dell’opera di Shah", aggiungendo che leggendolo si è “costretti a usare la mente in modo nuovo” e nel The Washington Post lo individua come "libro fondamentale del secolo, e uno spartiacque."
Anche il poeta Ted Hughes lo descrive come "stupefacente" e scrive che "I Sufi devono essere la più grande società di uomini sensibili sulla Terra".
Richard Smoley e Jay Kinney, scrivendo in Hidden Wisdom: A Guide to the Western Inner Traditions (2006), dichiarano I Sufi una "eccezionale introduzione al Sufismo ampia ed accessibile ", aggiungendo che “l’orientamento di Shah è evidente in tutto, e alcune affermazioni storiche sono discutibili (nessuna nota in calce), ma nessun altro libro ha avuto una tale efficacia nel suscitare l’interesse per il Sufismo nel lettore comune."
Richard C. Munn, recensendo il libro sul Journal of American Oriental Society, ha concluso che "non ci si può avvicinare a questo libro né nel ruolo dello studioso né nel ruolo del (fanatico) cercatore, perché l'autore ha abilmente bloccato entrambi questi approcci "posturali", proprio allo stesso modo, si sospetta, di come farebbe uno shaikh Sufi. Se l'essenza sufi è intraducibile in forma di libro, e tale naturalmente resta, tuttavia Idries Shah, "giocando" con il lettore e "disseminando" le informazioni, ha forse dato al lettore un sentore di 'esperienza' sufi."

## Cinquantesimo anniversario (1964-2014)
Nel 2014, in occasione del cinquantesimo anniversario della prima edizione de I Sufi, la neo costituita ISF Publishing, in collaborazione con The Idries Shah Foundation, ha pubblicato nuove edizioni dell’opera sia in paperback sia in ebook.
Come parte di una più ampia iniziativa, The Idries Shah Foundation ha iniziato a rendere disponibili nuove edizioni in paperback e in ebook di molti libri di Shah in lingua inglese accanto a traduzioni in altre lingue occidentali e anche in arabo, persiano, urdu e turco.
In un articolo sul sito web di Al Jazeera, John Bell e John Zada scrivono dell'ondata di militanza e estremismo intollerante in Oriente e in Africa e della distruzione di molte risorse culturali come biblioteche e santuari e moschee del patrimonio mondiale dell'UNESCO in luoghi come Timbuctù. Descrivendo lo sfondo storico, ricco e diversificato della tollerante tradizione sufi, gli autori suggeriscono che il materiale nel libro di Shah fornisce un utile e quanto mai attuale contrappunto e antidoto a tale estremismo in Oriente, al consumismo in Occidente, e all'intolleranza, al dogmatismo e al pensiero chiuso, che, al pari di Shah, considerano "prigioni" materiali, mentali ed emotive”.
In un articolo in The Guardian, anche Jason Webster è dell’opinione che la Via Sufi, per come lui la conosce, è un antidoto naturale al fanatismo.
Webster afferma che tra i Sufi islamici classici si annoverano (tra molti altri) l’eclettico poeta persiano Omar Khayyám, l’andaluso Averroè, il poeta e agiografo persiano Attar di Nishapur e il poeta e teologo persiano Gialal al-Din Rumi. 
Secondo Webster, in Occidente sono stati attratti o influenzati dal Sufismo anche San Francesco d'Assisi, il romanziere, poeta e drammaturgo Miguel de Cervantes, il poeta e diplomatico Sir Richard Burton, il principale politico britannico Winston Churchill, e il diplomatico e economista Dag Hammarskjöld.